# Bridge in Suriname
Bridge is in Suriname een kaartspel dat sinds de jaren 1930 wordt gespeeld. In 1954 werd de Surinaamse Bridge Bond opgericht. De bond is aangesloten bij de Central American & Caribbean Bridge Federation, de World Bridge Federation en de Olympic Bridge Federation. In 2019 werd het Denksport Centrum in Paramaribo geopend, met onder meer plaats voor bridge.

## Geschiedenis

### Eerste ontwikkelingen
Bridge is in de 19e eeuw ontstaan uit het kaartspel whist, waarvan de geschiedschrijving teruggaat tot de eerste helft van de 16e eeuw. De opkomst van bridge bleef in Suriname niet onopgemerkt. In 1904 berichtte De Surinamer over de snelle opkomst van bridge in New York. De opgang was volgens de krant zo groot, dat het daar het nationale poker mogelijk zou verdringen. Op vermeldingen in feuilletons en berichten uit het buitenland na, bleef het in de eerste decennia van de 20e eeuw bij vermeldingen in de krant, zonder dat het een plaats verwierf in de Surinaamse maatschappij.

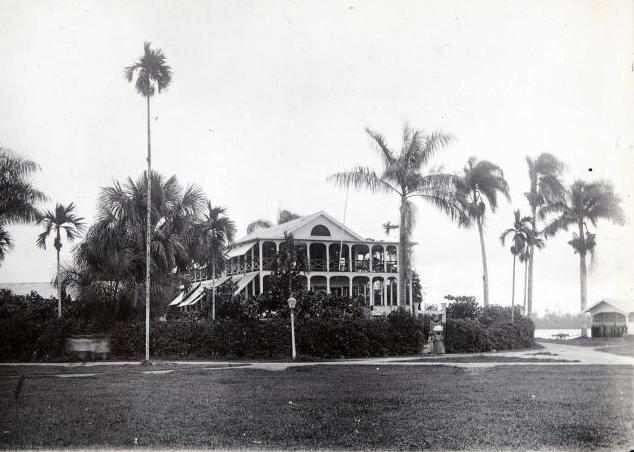
Buiten-Sociëteit Het Park

Nadat in 1930 de Nederlandse Bridge Bond werd opgericht, werd bridge aan het begin van de jaren 1930 door Nederlanders geïntroduceerd in de Buiten-Sociëteit Het Park. Met de komst van het echtpaar Roohé in 1934 kreeg het bridge in Suriname een impuls en werd er op 29 december van dat jaar het eerste toernooi georganiseerd. Dit werd gehouden in Het Park. Er werd het Scheveningse wedstrijdsysteem gehanteerd. Het bridgen in Suriname bleef tot aan de Tweede Wereldoorlog beperkt tot enkele toernooien die alleen in besloten verband werden gehouden. De beoefening van bridge zakte tijdens de oorlog in en het duurde tot 21 januari 1950 voordat er in Het Park weer een bridge-drive (bridgewedstrijd) werd gespeeld. Hieraan deden veertig kaartspelers mee. Op 20 juni 1953 werd op initiatief van zwemvereniging Oase voor het eerst een competitie voor viertallen georganiseerd.

### Professionalisering
Op 18 februari 1954 werd de Surinaamse Bridge Bond opgericht. Die organiseerde in hetzelfde jaar het eerste nationale parenkampioenschap en een nationale viertallen-competitie. In contrast met de vele initiatieven in de jaren 1950 ontwikkelde de Surinaamse bridgesport zich in de jaren 1960 minder snel. Er werden wel allerlei competities georganiseerd, maar het spel bleef een geïsoleerde positie behouden. In de jaren 1970 werden er wel opnieuw stappen gezet. Er werd internationaal contact gemaakt en er werd op 29 december 1973 voor het eerst een interland bridge gehouden, in het Rode Kruisgebouw. Deze werd gespeeld tegen tegenstanders uit Frans-Guyana en werd met 15-6 door Suriname gewonnen. Vervolgens werd van 17 tot 19 april 1976 voor het eerst een internationaal toernooi georganiseerd, waarvoor tegenstanders uit Guyana en Frans-Guyana op bezoek kwamen. Dit toernooi werd gewonnen door Frans-Guyana. In 1977 sloot de SBB zich aan bij de World Bridge Federation en de Olympic Bridge Federation. In 1977 werd het koppel De
Boey/d'Hollosy kampioen van Suriname, wat een primeur was als eerste dameskoppel.

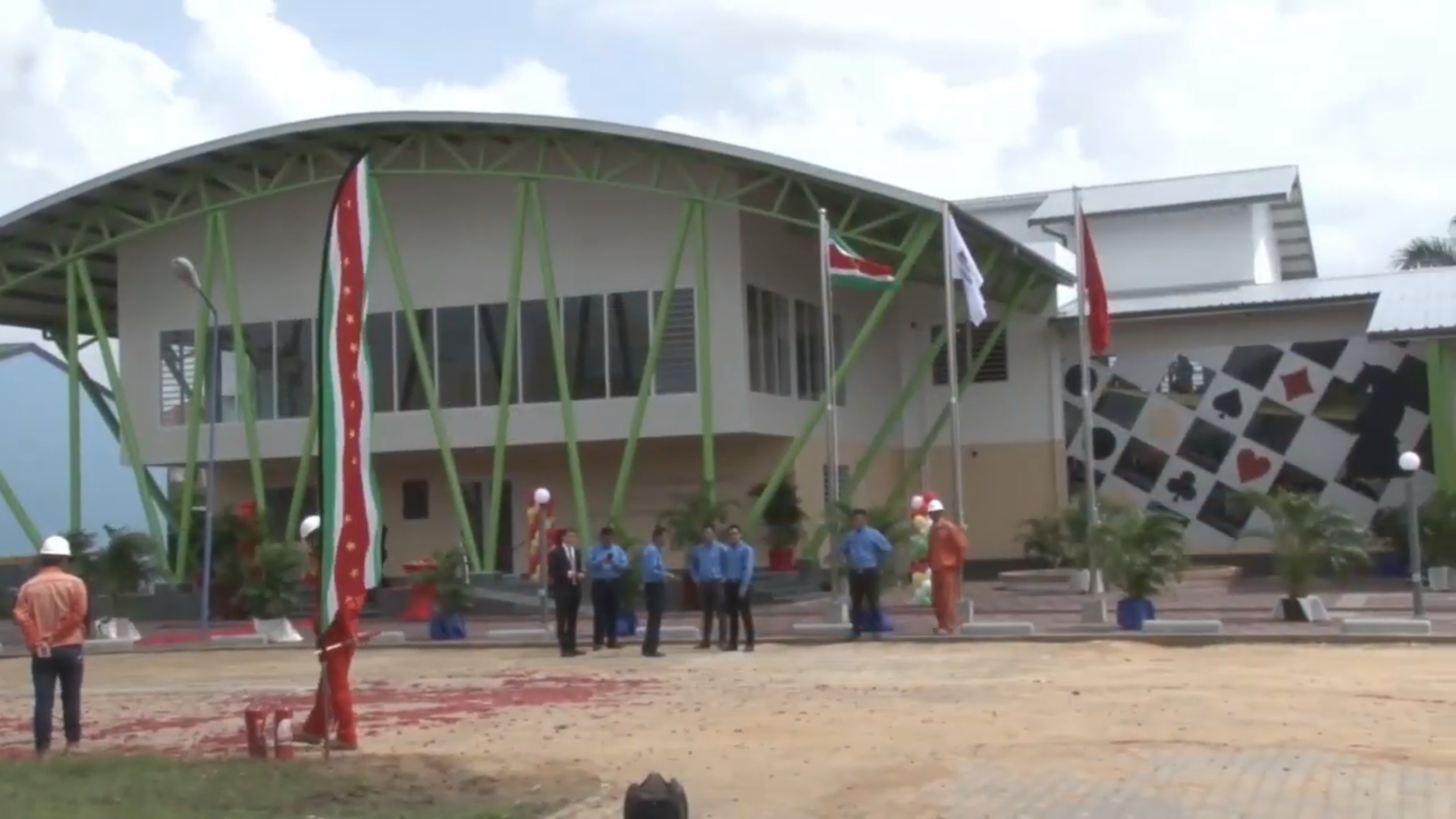
Denksport Centrum, geopend eind 2019

In mei 1977 deed Suriname mee aan de voorronde van het Wereldkampioenschap bridge op Aruba. Suriname wist niet door te stoten tot het hoofdtoernooi. In september 1980 deed een Surinaamse delegatie mee aan de Bridge Olympiade in Valkenburg. Tijdens het toernooi werd Suriname gediskwalificeerd omdat het niet tegen het toenmalig racistische Zuid-Afrika wilde spelen, waar op dat moment nog steeds de apartheid overeind werd gehouden. De Surinaamse bridgesport bleef zich in de jaren tachtig verder ontwikkelen.

### 21e eeuw
In de jaren 2010 wordt er nog steeds actief gebridget in Suriname. Er worden cursussen gegeven voor beginners en gevorderden en er worden bridge-drives gehouden. Een voorbeeld is de Jules Sedney-bridgedrive ter ere van Jules Sedney, de oud-premier van Suriname. Sedney gold aan het eind van zijn leven als de oudste bridgespeler van Suriname.
In 2019 werd het Denksport Centrum geopend, waar bridge een van de beoefende denksporten is.
Eind 2024 keerde Suriname na 25 jaar terug met een klassering op wereldniveau, door op de 21e plaats te eindigen tijdens de 1st Small Federations Online Open Teams van de World Bridge Federation.